# Ідвор
Ідвор (серб. Идвор) — село в північній частині Сербії. Станом на 2002 рік населення становить 1198 чоловік, з яких 93.98 % серби. В селі народився відомий американський фізик сербського походження Михайло Ідворський Пупін.

## Населення
Населення за роком перепису:
| Графік зміни чисельності населення в XX столітті \| \| |
|                                                        |

- 1948: 1852
- 1953: 1857
- 1961: 1823
- 1971: 1621
- 1981: 1442
- 1991: 1308
- 2002: 1198